# Стефанчук Олексій Іванович
Олексі́й Іва́нович Стефанчу́к (нар. 1 вересня 1951, Чортків, УРСР) — український лікар ортопед-травматолог вищої категорії. Заслужений лікар України (2013). Завідувач травматологічним відділенням Хмельницької міської лікарні, головний ортопед-травматолог Хмельницького. 

## Біографія
Народився 1 вересня 1951 року у місті Чорткові на Тернопільщині.
1978 року закінчив Тернопільський державний медичний інститут за спеціалізацією «Лікувальна справа». Після закінчення Тернопільського державного медичного інституту, був направлений у м. Хмельницький для проходження інтернатури з загальної хірургії.
- В 1979 році  розпочав роботу в Хмельницькій міській лікарні ортопедом-травматологом травматологічного відділення.
- В 1981 році  закінчив спеціалізацію по ортопедії і травматології при Київському інституті вдосконалення лікарів.
- В 1984 році  з ініціативи та під керівництвом О. І. Стефанчука було відкрито 3-й в СРСР кабінет мануальної терапії.
- У 1986 році  Міністерство охорони здоров'я СРСР визнало роботу кабінету мануальної терапії кращою в Радянському Союзі, а його досвід було взято за основу для наступного впровадження методик лікування у інших союзних республіках.

О. І. Стефанчук регулярно проходить стажування в кращих клініках України (Київ, Харків, Донецьк, Львів), Росії (Москва), Польщі (Варшава, Краків, Вроцлав, Закопане, Люблін, Бидгощ, Бєлосток), Австрії (Інсбрук), Німеччині (Кьольн, Гамбург), Великої Британії (Глостер), США (Сан-Франциско) проводить спільні операції із кращими фахівцями України, Росії, Польщі, Нідерландів, Великої Британії, США. Успішно впроваджує нові методи лікування. Є постійним учасником конференцій, симпозіумів, з'їздів.
- З 1999 року  призначений завідувачем травматологічного відділення Хмельницької міської лікарні.
- З 2000 року  — позаштатний міський травматолог.
- 13 листопада 2003 року разом з хірургами Сергієм Гузаром, Валентином П'янковським та Юрієм  Павлішеним провів першу в історії Хмельницького операцію з пересадження штучного кульшового суглоба.[1]

Особисто впровадив в роботу травматологічного відділення новітні операції при травмах великих трубчастих кісток та суглобів, кісток тазу, лопаток, хребта, мікрохірургію кисті, ступні, цілий ряд реконструктивних операцій, ортопедичні операції.
Одним із перших в Україні впровадив нові методики лікування (інтрамедулярний блокуючий остеосинтез великих трубчатих кісток, транспедикулярну фіксацію хребта, остеосинтез кісток тазу).
На базі відділення регулярно проводяться операції по реплантації кінцівок з відновленням їх функцій.
Використовуючи новітні технології та досвід успішно проводить операції з надання травматологічної допомоги людям похилого віку (понад 75 років), зокрема, провів операцію по ендопротезуванню кульшового суглобу 93-річному пацієнту. За період своєї трудової діяльності виконав понад 10 тисяч операцій.
- В 2008 році перший в Україні провів операцію ендопротезування головки променевої кістки.

Має 7 винаходів та раціоналізаторських пропозицій, які підтверджені відповідними свідоцтвами. Автор низки наукових статей з проблем політравми у медичних виданнях.

## Громадська діяльність
- З 2004 року — член Європейської асоціації малоінвазивної хірургії хребта.
- З 2004 року — член Європейської асоціації «Лікарі надії».
- З 2010 року — заступник голови Хмельницького обласного осередку Всеукраїнської громадської організації «Українська Асоціація ортопедів-травматологів».
- У 2004 та 2010 роках балотувався до Хмельницької міської ради від УРП «Собор»[3].

## Відзнаки та нагороди
- Почесне звання «Заслужений лікар України» (15 червня 2013) — за вагомий особистий внесок у розвиток вітчизняної системи охорони здоров'я, надання висококваліфікованої медичної допомоги та багаторічну сумлінну працю[4]
- У 1998 році  визнаний кращим лікарем міста Хмельницького.
- У 2006 році  нагороджений грамотою Міністерства охорони здоров'я України.
- У 2009 році  відзначений подякою Президента України.
- У 2011 році  нагороджений Почесною грамотою Міністерства охорони здоров'я України.
- У 2012 році відзначений дипломом міського голови Хмельницького[5].

## Родина
- Син — Стефанчук Руслан Олексійович (нар. 1975), XV Голова Верховної Ради України, доктор юридичних наук, професор, дійсний член (академік) Національної академії правових наук України, заслужений діяч науки і техніки України, адвокат.
- Син — Стефанчук Микола Олексійович (нар. 1981), народний депутат України ІХ скликання, адвокат, доктор юридичних наук,  професор, заслужений юрист України.